# Transport

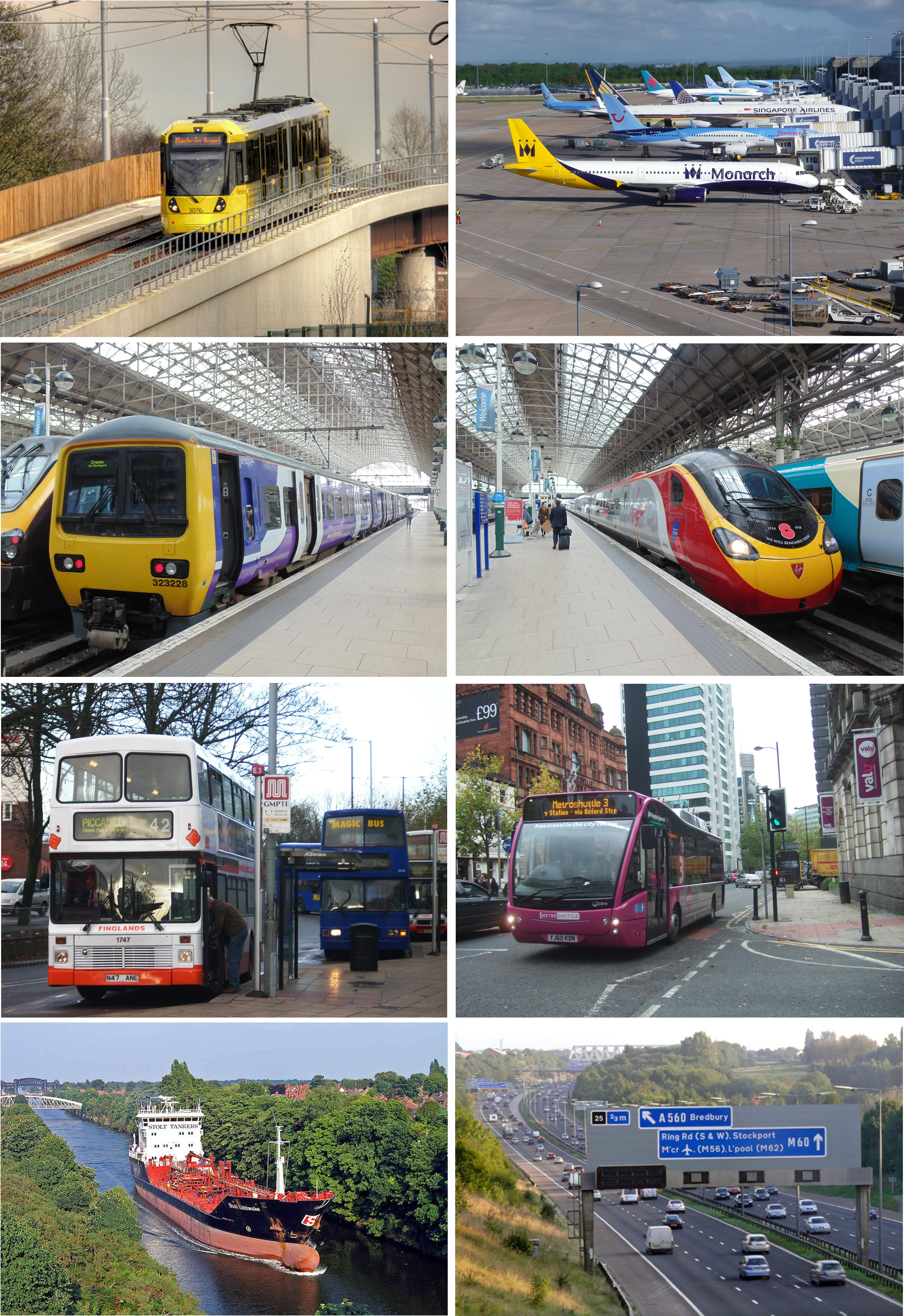
Diferite moduri de transport din Manchester

Transportul reprezintă activitatea de deplasare dintr-un loc în altul a persoanelor, bunurilor, semnalelor sau informațiilor. Termenul provine din latinescul „transportare”, trans (peste) și portare (a purta, a căra).
Transportul este o activitate care a apărut odată cu existența omului. Limitele fizice ale organismului uman în privința distanțelor ce puteau fi parcurse pe jos și a cantității de bunuri ce puteau fi transportate, au determinat, în timp, descoperirea unei game variate de căi și mijloace de transport. 
Transportul facilitează accesul la resursele naturale și stimulează schimburile comerciale.
Sectorul transporturi are diverse aspecte. Simplificând și generalizând se poate discuta de trei mari ramuri: infrastructură, vehicule, gestiune:
- Infrastructura transporturilor, ce cuprinde toată rețeaua de transport (străzi, autostrăzi, căi ferate, canale navigabile, culoare de zbor, conducte etc.) și terminalele (aeroporturile, stațiile feroviare, autogările etc.).
- Vehiculele de toate tipurile: autovehicule, trenuri, vapoare etc., împreună cu toate aspectele ce țin de proiectare, construcție, diagnoză și exploatare a autovehiculelor, trafic rutier, management.
- Gestiunea transporturilor, de competența ingineriei transporturilor și ingineriei proiectării rețelelor și sistemelor de transport, ce are ca scop optimizarea sistemelor de transport, creșterea siguranței transporturilor, protejarea mediului etc.

## Tipuri de transport

### Transportul terestru
Transportul terestru este cea mai răspândită formă de transport. Oamenii pot să se deplaseze prin propriile forțe sau cu ajutorul unor mijloace de transport ce folosesc forța umană, cum ar fi bicicleta, sau pot folosi tracțiunea animală, pentru a tracta căruțe sau alte tipuri de atelaje. Cea mai răspândită și eficientă formă de transport terestru folosește vehicule dotate cu motoare alimentate cu combustibil lichid.
În România sistemul de transport terestru este reprezentat astfel: 
- transport feroviar - căi ferate: 20077 km (a șaptea rețea feroviară ca mărime din Uniunea Europeană)
- transport rutier de persoane - rețea de drumuri: 198817 km, asfaltată: 60043 km, neasfaltată: 138774 km (statistica anului 2003);
- transport rutier de marfă - rețea de drumuri: 198817 km, asfaltată: 60043 km, neasfaltată: 138774 km (statistica anului 2003);
- transport prin conducte - rețea de transport prin conducte: gaz-3508 km; petrol-2427 km (statistica anului 2004).

#### Transportul feroviar
Transportul feroviar este una dintre cele mai utilizate modalități de transport, ocupând în traficul mondial locul II din punctul de vedere al volumului de mărfuri transportate pe glob.
Societățile feroviare au depus eforturi susținute în dezvoltarea și perfecționarea materialului rulant, precum și în organizarea și expedierea mărfurilor, în vederea reducerii duratei de transport și a micșorării prețului de transport. 
Transporturile feroviare au păstrat avantajele deținute față de celelalte modalități de transport:
Asigurarea unui flux continuu de transport ce permite o aprovizionare ritmică;
Obținerea unei anumite regularități din punctul de vedere al timpului de transport, datorită modului de organizare și independenței față de condițiile atmosferice;
Realizarea unei integrități mai mari a mărfurilor în timpul transportului, pentru că riscul de avariere este mai mic în comparație cu alte modalități de transport; 
Încasarea mult mai rapidă a contravalorii mărfurilor transportate, pentru că încărcarea se face când marfa a fost predată, iar negocierea documentelor se face după expedierea fiecărui vagon;
O anumită siguranță în privința primirii mărfurilor de către cumpărător, deoarece societățile de transport feroviar sunt, în mare parte, întreprinderi de stat;
Simplitatea expedierii mărfurilor și cunoașterea din timp a tarifelor, ce permite expedierea mărfurilor fără o pregătire prealabilă deosebită și cunoașterea cheltuielilor încă înainte de efectuarea transportului;

#### Transportul rutier
Ca particularitate a acestor mijloace de transport se remarcă faptul că dispun de o mare mobilitate, putând fi întrebuințate, în funcție de vreme, pe orice fel de drum. 
Transportul auto oferă posibilitatea încărcării mărfii direct de la punctul de expediere și descărcarea ei direct la punctul de destinație, fără a fi necesare transbordări și manipulări suplimentare.
Mijloacele de transport auto se deplasează cu viteze mari ca urmare a vitezei comerciale mari și a simplității operațiunilor tehnologice de încărcare și descărcare. Ele se pot pregăti rapid și ușor în vederea efectuării transportului, necesitând cheltuieli reduse în acest scop. 
Transportul auto oferă cea mai mare eficiență pe distanțe scurte.

### Transportul aerian
Transport aerian a încetat de mult să mai fie un mijloc de transport luxos și prohibitiv. Astăzi el este preferat de cei care vor să se deplaseze repede și de cei care au de transportat mărfuri perisabile sau de mare valoare. 
Pentru transport se folosesc atât avioane mixte, pentru pasageri și mărfuri, cât și avioane speciale pentru transportul mărfurilor.
Din punct de vedere comercial, avioanele pot fi încărcate în regim de linie, ceea ce implică un trafic regulat, și în regim de charter (curse neregulate), curse pe bază de contracte între companiile aeriene și diferiți beneficiari ce doresc să exploateze pe o perioadă determinată avioanele luate în chirie.
Decolarea și aterizarea avioanelor se poate face numai pe aerodromurile civile autorizate.
Aerodromul este o suprafață de teren sau de apă destinată a fi utilizată pentru sosirea, plecarea și manevrarea la sol a aeronavelor.
Aeroportul este aerodromul deschis operațiunilor comerciale.
Transportul aerian efectuează deplasarea în spațiu a bunurilor și oamenilor cu ajutorul aeronavelor.
Printre particularitățile tehnico-economice ale transportului aerian se numără:
- rapiditatea - este caracteristica esențială a transportului aerian. Aceasta este evidențiată de viteza mare de deplasare a aeronavelor ce nu poate fi egalată de niciun alt mijloc de transport;
- regularitatea - constă în aceea că transportul aerian se efectuează după un program precis în orice perioadă a anului, atât ziua, cât și noaptea;
- oportunitatea – se referă la faptul că acest mod de transport pune la dispoziția celor interesați, oricând și oriunde sunt amenajate puncte terminale, cel mai modern mijloc de transport.

Transportul aerian a revoluționat transportul global, reducând dramatic timpul necesar călătoriei pe mari distanțe. Călătoriile peste oceane, care ar fi putut dura săptămâni sau chiar ani, acum pot fi făcute în câteva ore.
Avioanele sunt vehiculele mai grele decât aerul, care folosesc aripi pentru a produce portanță. Avioanele transportă oameni, mărfuri, poștă etc. Avionul a revoluționat de asemenea și războiul. Multe descoperi în domeniul aeronauticii, cum ar fi motorul cu reacție, au fost descoperite de savanți și ingineri militari.
Primul zbor pilotat al unui avion a avut loc în 1903, fiind realizat de frații Wright la Kitty Hawk, în Carolina de Nord, S.U.A. Odată cu îmbunătățirea tehnologiei, zborurile mai lungi au devenit posibile. Zborul aviatorului american Charles Lindbergh peste Atlantic, în 1927, a ajutat la trezirea interesului public pentru călătoriile aeriene intercontinentale.
Dezvoltarea tehnologică a produs avioane mai mari, mai rapide și mai durabile. Introducerea motorului cu reacție în 1941 a ajutat la inaugurarea avioanelor cu reacție în zborurile comerciale de după cel de-al doilea război mondial. Primul zbor al unui avion comercial cu reacție în S.U.A. a avut loc în 1958 și a fost făcut de către un Boeing 707. Boeing-ul 747 Jumbo Jet, care are o capacitate de peste 300 de locuri, a intrat în serviciu în 1970. Supersonicul francez Concorde și-a început serviciul în 1972.
Elicopterele obțin portanță de la un set de palete rotoare, și nu de la aripi fixe, așa cum se întâmplă la avioane. Elicopterele sunt folosite în orașe pentru a transporta călătorii din zonele suburbane la aeroporturi. Elicopterele asigură de asemenea evacuare medicală și acces la zone greu de ajuns, cum ar fi platformele petroliere și regiunile muntoase. Elicopterele sunt de asemenea importante vehicule militare. Forțele militare le folosesc pentru transportul de mărfuri, evacuare medicală și pentru luptă.
Prima ridicare a unui elicopter de la sol a avut loc în 1907, când un elicopter francez s-a ridicat de la sol timp de câteva secunde. Totuși, mai era nevoie de multe ajustări până când elicopterele să poată deveni practice. Germania a produs primul elicopter practic în 1936, iar Armata S.U.A. a produs primul elicopter echipat pentru luptă în 1942. Elicopterele au fost folosite prima dată în scopuri militare în timpul celui de-al Doilea Război Mondial.
Baloanele și dirijabilele sunt vehicule mai ușoare decât aerul, care se bazează pe aer cald sau gaze mai ușoare decât aerul pentru a obține portanță. Baloanele se bazează pe curenții de aer pentru propulsie și sunt folosite mai ales pentru recreere sau cercetări asupra vremii de mare altitudine. Dirijabilele și zeppelinele combină un balon cu gaz mai ușor decât aerul cu elici pentru navigație și manevrabilitate.

### Transportul naval
Având în vedere progresul economic general al societății, în ultima perioadă s-a înregistrat o creștere fără precedent a comerțului mondial, a transportului de materii prime de bază, necesare industriei, agriculturii cât și a schimburilor de produse finite. 
Pe de altă parte, intensificarea schimburilor comerciale între țări aflate în diferite zone geografice, participarea țărilor respective la acest proces reprezintă o condiție necesară pentru impulsionarea progresului economic și social al fiecărei regiuni geografice. 
Transportului maritim îi revine un rol esențial în realizarea circulației mărfurilor, atât din punct de vedere cantitativ cât și ca operativitate, rol conferit de aspecte cum ar fi: 
- costuri relativ mici, în raport cu volumul mare de mărfuri care pot fi transportate;
- caracterul complex și diversificat al schimburilor comerciale;
- creșterea numărului de participanți la aceste schimburi.

Cele trei elemente esențiale care stau la baza definirii transportului maritim sunt următoarele: 
- mărfurile, caracterizate printr-un volum mare și o valoare ridicată;
- navele, ca mijloc de transport care încorporează un nivel de tehnicitate și al investițiilor ridicat;
- porturile, ca noduri de transbordare precum și instalațiile de operare din cadrul

acestora. 
Având în vedere aceste elemente se poate afirma că, transportul maritim reprezintă o activitate economică deosebit de complexă, având un caracter național și internațional, ce trebuie gândit și desfășurat atât în funcție de necesități, cât și pentru asigurarea rentabilitații. 
Funcția principală a transportului maritim este de a asigura legătura dintre producție și consum și se caracterizează prin doua trăsături esențiale, de natura economică: 
- eficiența economică, în sensul satisfacerii unor cerințe definite;
- rentabilitatea, ca o condiție esențială a unei activități economice ample, care implică costuri ale transportului propriu-zis și costuri ale operațiunilor conexe.

Atât eficienta economica cât și rentabilitatea depind în mod determinant de cele trei elemente esențiale care stau la baza definirii transportului maritim și anume : mărfurile, navele și porturile. 
Importanța transportului maritim a determinat dezvoltarea unei largi cooperări internaționale, sub egida Organizației Națiunilor Unite, pentru a asigura: 
- siguranța vieții umane și a navelor pe mare;
- evitarea accidentelor și organizarea asistenței și salvării maritime;
- prevenirea poluării mediului ambiant în general și a mediului marin în mod special;
- unificarea legislației și a metodologiei în transportul maritim;
- asigurarea mărfurilor, a navelor și persoanelor;
- protecția armatorilor și proprietarilor de mărfuri;
- stabilirea, pentru comerțul maritim, a unui cadru juridic și economic adecvat, echitabil, durabil și operativ, pe fondul cooperării internaționale, care să garanteze funcționalitatea sa, egalitatea în drepturi și obligatii ale partenerilor, condiții în care principiul avantajului reciproc poate asigura o rentabilitate echitabilă în cadrul comunității internaționale.

## Tehnologii neconvenționale de transport
Transportul prin tehnologii neconvenționale constă în utilizarea unor mijloace de transport mai puțin poluante, ce sunt construite pe baza următoarelor tehnici:
- Utilizarea de carburanți mai putin poluanți, precum hidrogenul sau biogazul.
- Înlocuirea motoarelor cu carburant (clasic) cu motoare electrice ("ecologice"), care funcționează fără zgomot și nu sunt direct poluante (ale străzii).

Transportul realizat cu ajutorul tehnologiilor neconvenționale nu este încă organizat și integrat în rețelele obișnuite de transport existente. Tehnologiile neconvenționale au apărut în transportul terestru ca o necesitate de reducere a poluării produse de automobile și a supraaglomerării șoselelor și orașelor (datorită creșterii numărului și diversificării tipurilor de mijloace de transport). 
În partea de transport rutier pot fi identificate următoarele tipuri de mijloace de transport neconvenționale:
- Autoturismele cu motoare electrice sunt vehicule (relativ) nepoluante, dar au deocamdată și dezavantaje (cantitate mică de energie stocată (acumulată), cost ridicat, timp mare de încărcare a bateriilor acumulatoare).

- Automobilele cu hidrogen au la baza funcționării reacția dintre hidrogen și oxigenul din aer.

- Automobilele cu biogaz sunt asemănătoare celor cu combustibil lichid, deosebirea fiind ca motoarele au fost modificate in scopul utilizării biogazului obținut prin fermentația unui amestec de ape uzate și deșeuri din industria agroalimentară.

- GPL (Gaz Petrolier Lichefiat) este un alt tip de gaz, folosit tot mai des pentru alimentarea autoturismelor datorită efectului poluant extrem de redus, pe care îl produce și a consumului redus.

În transportul feroviar există:
- Maglev - este un tren de construcție specială ("Plutomagnet-tren"), ce se deplasează "pe o pernă magnetică" deasupra unei șine metalice, fără a o atinge; plutirea magnetică și mișcarea (antrenarea) se bazează pe respingerea campurilor magnetice de același semn.

- Monorailul este un tren ce rulează deasupra sau dedesuptul unei șine metalice speciale, suspendate la înălțime.

În transportul neconvențional naval, singurul mijloc de transport utilizat este aeroglisorul ce poate trece direct pe și peste uscat in zonele mlăștinoase. Aeroglisorul este un vehicul ce se deplasează atingând solul sau apa doar cu marginile flexibile ale unei “fuste” de cauciuc. Această "circumferință" flexibilă a vehiculului face posibilă crearea unei perne de aer suspensoare între aeroglisor și suprafața (apă, teren) pe care rulează.

### Transporturi speciale
Transporturile speciale sunt transporturi neconvenționale, a căror pondere a crescut substanțial în ansamblul transporturilor și care se efectuează cu mijloace total diferite de cele clasice.
Spre exemplu, transporturile prin conducte sunt utilizate pentru deplasarea unor mărfuri de masă lichide, în flux continuu, în relații de transport stabile. Acest mod de transport prezintă un cost scăzut, pierderi minime de manipulare, nu este influențat de condițiile atmosferice, nu afectează mediul înconjurător, necesită personal de deservire redus, prezintă regularitate și se efectuează fără cursă goală.